# Prímula Brandigamo
Prímula Brandigamo es un personaje perteneciente al legendarium creado por el escritor británico J. R. R. Tolkien, que contribuye a la ambientación de la trama principal de la novela El Señor de los Anillos. De raza hobbit fue la madre de Frodo Bolsón, se la describe como «la pobre señorita», bella, pero algo extraña, aunque sea esta una cualidad común entre los Brandigamo.

## Historia ficticia
Sus padres fueron Gorbadoc Brandigamo y Mirabella Tuk, la hija menor de Gerontius el Viejo Tuk, lo que convertía a Prímula en prima hermana de Bilbo Bolsón por parte materna, pues la madre de Bilbo, Belladonna Tuk, era otra de las hijas del Viejo Tuk. La señorita Prímula se casó con el señor Drogo Bolsón, cuyos padres fueron Fosco Bolsón y Rubí Bolger. De esta unión Bolsón-Brandigamo nació Frodo Bolsón, más tarde conocido como «El Portador del Anillo».
En el año 2980 T. E. (1380 según el Cómputo de la Comarca), Prímula Brandigamo y su esposo murieron ahogados en el río Brandivino. Resultó ser que la mesa del buen Gorbadoc estaba siempre bien servida, cosa muy conveniente para el buen comer de Drogo. Un día, después de una buena cena, él y Prímula salieron a dar un paseo en bote por el río. Nunca se supo la verdadera historia, aunque por Hobbiton y Delagua las malas lenguas dicen que Prímula empujó a su esposo del bote y que él tiró de ella, hundiéndola también. Sin embargo, gente más respetable no cree en este cuento y asegura que el peso del pobre Bolsón fue la causa del hundimiento.
Tras estos sucesos, su hijo Frodo, que era pequeño aún, vivió durante nueve años en Casa Brandi. Sin embargo, Frodo fue adoptado por su tío Bilbo cuando tenía veintiún años.